# Uigg
Uigg est une communauté dans le comté de Queens sur l'Île-du-Prince-Édouard, au Canada, à l'ouest de Montague.